# Tragedia del río Blanco
La tragedia del río Blanco fue un desastre natural ocurrido en la madrugada del 24 de mayo de 2004 en el municipio de Jimaní, provincia Independencia, al suroeste de la República Dominicana, cuando una repentina crecida del río Blanco (conocido como río Soliette en Haití) provocó la destrucción de comunidades enteras. El evento dejó cientos de muertos, desaparecidos y desplazados tanto en territorio dominicano como haitiano.
La crecida, provocada por intensas lluvias en la región montañosa fronteriza con Haití, afectó gravemente al barrio Las 40, arrasando viviendas y sorprendiendo a sus habitantes mientras dormían. El desastre fue considerado uno de los más mortales en la historia reciente del país, generando una amplia movilización nacional e internacional en auxilio de los sobrevivientes.
Las consecuencias de esta tragedia marcaron profundamente la historia de Jimaní y sus alrededores, revelando la vulnerabilidad de muchas comunidades ubicadas en zonas de alto riesgo, así como las limitaciones en infraestructura y planificación ambiental tanto en República Dominicana como en Haití.

## Antecedentes
La zona de Jimaní se encuentra enclavada en una región montañosa con alta vulnerabilidad a fenómenos meteorológicos extremos. El río Blanco nace en Haití y desciende por la cordillera hacia el valle dominicano, con una pendiente de hasta 2,000 metros, lo que facilita la rápida acumulación y descenso de agua durante lluvias intensas.
La región ya había experimentado crecidas anteriores, pero ninguna de la magnitud de la ocurrida en mayo de 2004. El área también sufría de una intensa deforestación, tanto en el lado haitiano como dominicano, lo cual agravó el efecto erosivo y la velocidad del flujo del agua.
Un informe de la Oficina Nacional de Meteorología señaló que en las horas previas al desastre se registraron más de 148.8 milímetros de lluvia acumulada, en combinación con la saturación previa del suelo por lluvias continuas desde inicios del mes de mayo.

## El desastre
La tragedia se desencadenó en la madrugada del lunes 24 de mayo de 2004, cuando una inusual y prolongada tormenta descargó intensas lluvias sobre la cuenca del río Blanco, incrementando rápidamente su caudal. La acumulación de agua en la zona montañosa —caracterizada por suelos deforestados y topografía escarpada— provocó una súbita y violenta crecida del río, también conocido como río Soliette en el lado haitiano de la frontera.
Alrededor de las 2:30 a.m., los residentes del barrio Las 40, una de las comunidades más afectadas en Jimaní, fueron sorprendidos por un alud de agua, lodo, rocas y escombros que descendió con gran fuerza desde la parte alta del río. Según testigos, la corriente arrasó viviendas en cuestión de segundos, llevándose consigo familias enteras mientras dormían. El estruendo de la riada fue descrito como “el sonido de un terremoto”, seguido por gritos de personas atrapadas o arrastradas por la corriente.
La fuerza del agua era tal que vehículos, postes eléctricos, árboles, puentes y estructuras de concreto fueron desplazados o destruidos completamente. Casas construidas de madera y zinc fueron las primeras en colapsar, mientras que algunas edificaciones de bloques tampoco resistieron. La destrucción dejó a muchas personas sin posibilidad de escapar ni buscar refugio en terrenos más altos.
En cuestión de minutos, el barrio Las 40 quedó completamente sepultado bajo lodo y escombros. Otras zonas también afectadas fueron El INVI, El Limón, Los Espartillos y parte del área comercial del centro de Jimaní. La infraestructura sanitaria y de comunicaciones colapsó, lo que dificultó las labores de rescate inicial.
Tras la crecida, la ciudad quedó sumida en el caos. Las autoridades locales, socorristas y vecinos comenzaron a sacar cadáveres y sobrevivientes de entre los escombros. Muchos cuerpos fueron arrastrados varios kilómetros río abajo y encontrados en estado de descomposición días después. Se reportaron también numerosos casos de personas desaparecidas, cuyas identidades nunca pudieron confirmarse.
Los hospitales y centros de salud se vieron desbordados por la cantidad de heridos, muchos de ellos con fracturas, contusiones y síntomas de hipotermia. Los fallecidos fueron enterrados en fosas comunes debido al estado de descomposición y al limitado espacio disponible en el cementerio local.
El impacto psicológico fue profundo: decenas de familias perdieron a todos sus miembros, y numerosos niños quedaron huérfanos. La escena de cuerpos alineados en el pavimento, algunos identificados con cartones escritos a mano, se convirtió en un símbolo de la magnitud de la tragedia.
Los testimonios posteriores narraron que no hubo ningún tipo de alerta o evacuación previa, a pesar de las lluvias prolongadas que se venían registrando desde semanas antes. Este hecho generó fuertes críticas hacia los sistemas de monitoreo y prevención de desastres, tanto a nivel local como nacional.

## Víctimas y daños
Las cifras oficiales reportadas por las autoridades dominicanas indicaron que al menos 414 personas fallecieron en Jimaní como consecuencia directa del desastre, mientras que más de 300 víctimas se contabilizaron en la vecina localidad haitiana de Fonds-Verrettes, aguas arriba del río. Sin embargo, estimaciones de organismos de socorro y residentes locales sugieren que el número real de muertos y desaparecidos pudo superar los 2,000, incluyendo cuerpos que nunca fueron recuperados o identificados debido al nivel de devastación y al arrastre hacia zonas remotas o fuera del país. Muchas víctimas fueron enterradas en fosas comunes, dada la imposibilidad de conservar los cuerpos y la saturación de las instalaciones funerarias.
El impacto humano fue devastador: familias enteras desaparecieron, cientos de niños quedaron huérfanos y decenas de personas sufrieron heridas graves, amputaciones o traumas psicológicos severos. En total, más de 2,000 personas fueron desplazadas, al quedar completamente destruidos sus hogares. Las condiciones sanitarias tras el evento se deterioraron rápidamente, debido a la contaminación del agua, la acumulación de cadáveres en descomposición y la proliferación de vectores de enfermedades, lo que elevó el riesgo de brotes epidémicos en las semanas posteriores a la tragedia.
En términos materiales, la riada destruyó más de 900 viviendas, además de infraestructuras clave como puentes, carreteras, tendido eléctrico y redes de agua potable. El comercio local también fue fuertemente afectado, con la pérdida de almacenes, mercados, vehículos de carga y pequeñas empresas. Los daños económicos directos fueron valorados en decenas de millones de pesos dominicanos, sin contar las pérdidas humanas y el trauma colectivo que transformó para siempre la vida de los habitantes de Jimaní y sus alrededores. La magnitud del evento colocó al desastre del río Blanco como uno de los más trágicos y recordados en la historia contemporánea de la República Dominicana.

## Reacción nacional e internacional
Tras el desastre, el gobierno dominicano declaró estado de emergencia en la provincia Independencia. Se desplegaron unidades militares, bomberos, Defensa Civil y la Cruz Roja para labores de rescate, recuperación de cadáveres y atención a sobrevivientes.
Organizaciones internacionales como la ONU, la Cruz Roja Internacional y varias agencias de ayuda humanitaria acudieron a la zona con suministros, medicinas, alimentos y personal médico. También se enviaron donaciones desde Estados Unidos, Venezuela, Cuba y otros países.

## Conmemoración
Desde el año 2005, cada 24 de mayo se conmemora en el municipio de Jimaní el aniversario de la tragedia del río Blanco. La fecha ha sido declarada oficialmente como Día de Duelo Municipal, y en ella se realizan actividades conmemorativas en honor a las víctimas. Las ceremonias incluyen misas, vigilias, ofrendas florales, caminatas silenciosas, encendidos de velas y actos públicos encabezados por autoridades locales, familiares de los fallecidos, sobrevivientes y organizaciones comunitarias. Estas actividades buscan mantener viva la memoria colectiva del evento y honrar la vida de quienes perdieron la suya en aquella madrugada trágica.
En el lugar donde se encontraba el barrio Las 40, completamente destruido por la riada, se construyó un monumento conmemorativo denominado “24 de mayo”, el cual consiste en una gran cruz blanca y una plaza con placas que recogen los nombres —en muchos casos incompletos o simbólicos— de las víctimas conocidas. Este espacio se ha convertido en un sitio de duelo, reflexión y reunión anual, especialmente para los familiares que nunca pudieron recuperar los cuerpos de sus seres queridos. La comunidad considera este lugar como sagrado y lo visita no solo en el aniversario, sino también en fechas personales de recuerdo o duelo.
A pesar de la conmemoración oficial, diversas voces de la sociedad civil han señalado que la tragedia ha sido en gran medida olvidada por el Estado dominicano. Se han denunciado la falta de seguimiento a las promesas de vivienda digna, atención psicológica y programas de desarrollo sostenible para los afectados. Asimismo, existe preocupación por el hecho de que algunas zonas de alto riesgo han sido repobladas sin la implementación de sistemas de alerta temprana ni planes de contingencia eficaces.

## Controversias y prevención
Tras la tragedia, surgieron diversas controversias sobre las posibles causas y la responsabilidad institucional en la falta de prevención. Una de las hipótesis discutidas fue la existencia de una represa improvisada en territorio haitiano, que supuestamente colapsó durante la tormenta y agravó la fuerza de la crecida. Aunque no se presentó evidencia concluyente, el debate reveló la necesidad de una mayor cooperación binacional en la gestión de cuencas hidrográficas compartidas.
También se cuestionó fuertemente la ausencia de un sistema de alerta temprana y la falta de evacuación preventiva, a pesar de que las lluvias habían sido persistentes durante semanas. Las autoridades locales y nacionales fueron criticadas por no advertir a la población sobre el riesgo inminente, lo que, según familiares de las víctimas, podría haber salvado muchas vidas. En consecuencia, el evento puso en evidencia las debilidades del sistema de protección civil y manejo de desastres de la República Dominicana.
En respuesta, se plantearon varias medidas de prevención y mitigación, como la reubicación de comunidades vulnerables, la reforestación de cuencas altas y la implementación de sistemas de monitoreo hidrometeorológico. Sin embargo, con el paso del tiempo, muchas de estas acciones se quedaron en propuestas parciales o incompletas. Algunas zonas cercanas al antiguo cauce del río han vuelto a ser ocupadas por viviendas informales, lo que mantiene vigente el riesgo de una nueva tragedia.